# Иасий
Иасий, или Иас (др.-греч. Ἰάσιος) — персонаж древнегреческой мифологии. Сын Элевтера, отец Хересилая, дед Пемандра. Победил в скачках верхом на Олимпийских играх, устроенных Гераклом.
Его изображение верхом на коне с пальмовой ветвью было на площади в Тегее. Друг Фока (брата Пелея), подаривший ему перстень. Они вместе изображены на картине Полигнота в Дельфах.